# Cratere Megwomets
Megwomets è un cratere sulla superficie di Cerere.